# Adrian Hardy Haworth
Adrian Hardy Haworth (Hull, 19 aprile 1767 – Chelsea, 24 agosto 1833) è stato un entomologo e botanico inglese.

## Biografia
Figlio di ricchi possidenti, fu indirizzato fin dalla giovane età a studi di diritto, ma non trovando molto interesse per la materia, subito dopo aver ereditato i terreni dalla famiglia, si dedicò a tempo pieno alla storia naturale.

## Opere
| Haw. è l'abbreviazione standard utilizzata per le piante descritte da Adrian Hardy Haworth. Consulta l'elenco delle piante assegnate a questo autore dall'IPNI. |